# Pygocalcager humeratum
Pygocalcager humeratum är en tvåvingeart som först beskrevs av Frederick Wollaston Hutton 1901.  Pygocalcager humeratum ingår i släktet Pygocalcager och familjen parasitflugor. Inga underarter finns listade i Catalogue of Life.